# Єльчо
«Єльчо» (Yelcho) — корабель, побудований у 1906 році шотландською фірмою Geo. Brown and Co. (Грінок) на річці Клайд для буксирування та перевезення вантажів чилійської компанії Sociedad Ganadera e Industrial Yelcho y Palena (Пуерто-Монт). У 1908 році корабель продано Чилійському флоту і відправлений в Пунта-Аренас як буксир, а також для періодичного обслуговування та постачання маяків у цьому регіоні.

## Порятунок Імператорської Трансантарктичної експедиції

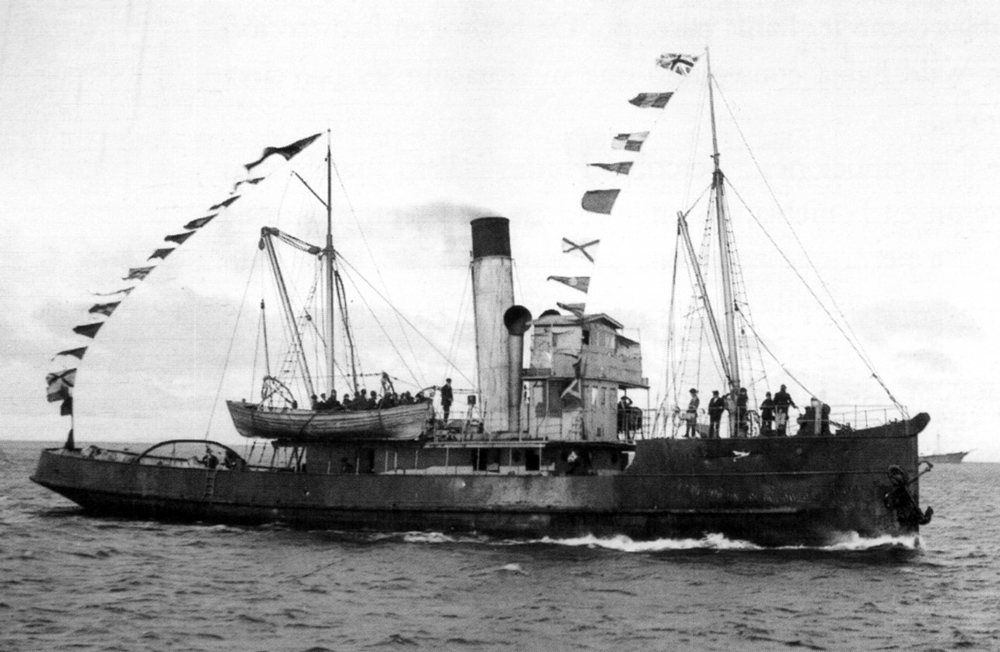
Єльчо близько 1913 року

Після драматичного подорожі Джеймса Керда, Ернест Шеклтон тричі невдало намагався врятувати екіпаж, що залишився на острові Елефант: до острова намагалися дістатися кораблі Southern Sky (орендований англійською компанією English Whaling Co, 23–31 травня 1916 р.), Instituto de Pesca N°1 (позикований урядом Уругваю, 10–16 червня 1916 р.) та Emma (тюленебійне судно, фінансоване Британським клубом, Пунта-Аренас, 12 липня — 8 серпня 1916 р.) — жодному не вдалося цього зробити.
У липні 1916 р., під час третьої спроби порятунку експедиції, за розпорядженням президента Чилі Хуана Луїса Санфуентеса Єльчо ескортував та буксирував Емму до точки за 320 км на південь від мису Горн.
На світанку 7 серпня Єльчо під командуванням капітана Луїса Пардо відправили у Порт-Стенлі, щоб перетягнути Емму та британських дослідників назад до Пунта-Аренас, і зробити четверту спробу.
Уряд Чилі запропонував для цієї місії Єльчо, хоча корабель був абсолютно непридатний для операцій у водах Антарктики. Без радіо, без належної системи опалення, без електричного освітлення і без подвійного корпусу малий корабель повинен був перетнути 800 км протоки Дрейка взимку в Антарктиці.
25 серпня 1916 року о 00:15 корабель відплив на острів Елефант разом з 22 чоловіками під командуванням Пардо, із Шеклтоном, Френком Ворслі та Томом Кріном на борту. Безпечно пройшовши через складні припливи та канали на захід від Вогняної Землі, Єльчо вирушив у протоку Бігля.
27-го о 11:15 він прибув до острова Піктон, де закупив 300 мішків вугілля (загалом 72 тонни були на кораблі) з військово-морського вокзалу Пуерто-Баннера. Процес завершився лише за 12 годин, а 28 серпня о 3:30 корабель підняв якір і вирушив до острова Елефант. За 97 км на південь від мису Горн сигнальник помітив перші айсберги.
30 серпня о 11:40 ранку туман піднявся, було помічено табір на острові Елефант, і Єльчо негайно увійшов до бухти. Упродовж години, за дві ходи невеликого човна, уся експедиція з острова Елефант була доправлена на борт Єльчо, який відплив до Пунта-Арени.

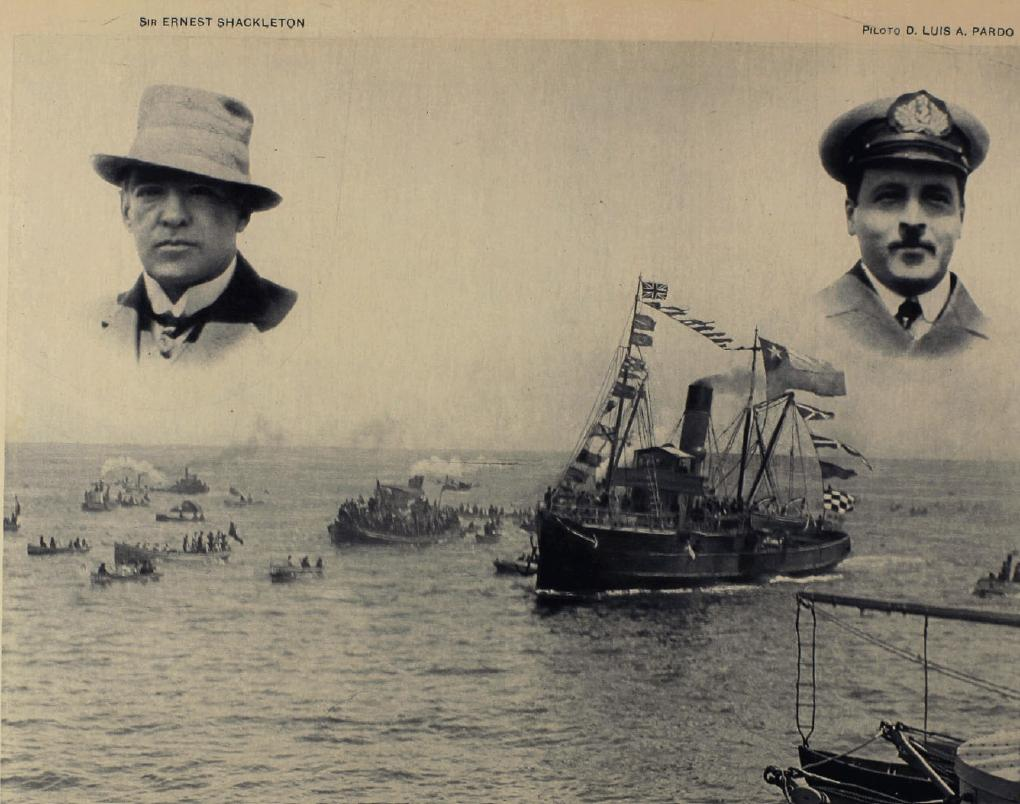
«Єльчо», ліворуч Ернест Шеклтон, праворуч Луїс Пардо

Імена 23 членів екіпажу Єльчо такі:
| посада             | ім'я                                                                                             |
| ------------------ | ------------------------------------------------------------------------------------------------ |
| капітан            | Luis Alberto Pardo Villalón                                                                      |
| заступник капітана | León Aguirre Romero                                                                              |
| головний інженер   | Jorge L. Valenzuela Mesa                                                                         |
| другий інженер     | Jose Beltrán Gamarra                                                                             |
| інженери           | Nicolás Muñoz Molina, Manuel Blackwood                                                           |
| пожежники          | Herbito Cariz Caramo, Juan Vera Jara, Pedro Chaura, Pedro Soto Nuñez, Luis Contreras Castro      |
| вартові            | Manuel Ojeda, Ladislao Gallego Trujillo, Hipólito Aries, José Leiva Chacón, Antonio Colin Parada |
| бригадир           | José Muñoz Tellez                                                                                |
| коваль             | Froilan Cabana Rodríguez                                                                         |
| моряки             | Pedro Pairo, José del Carmen Galindo, Florentino González Estay, Clodomiro Aguero Soto           |
| юнга               | Bautista Ibarra Carvajal                                                                         |

## Результати

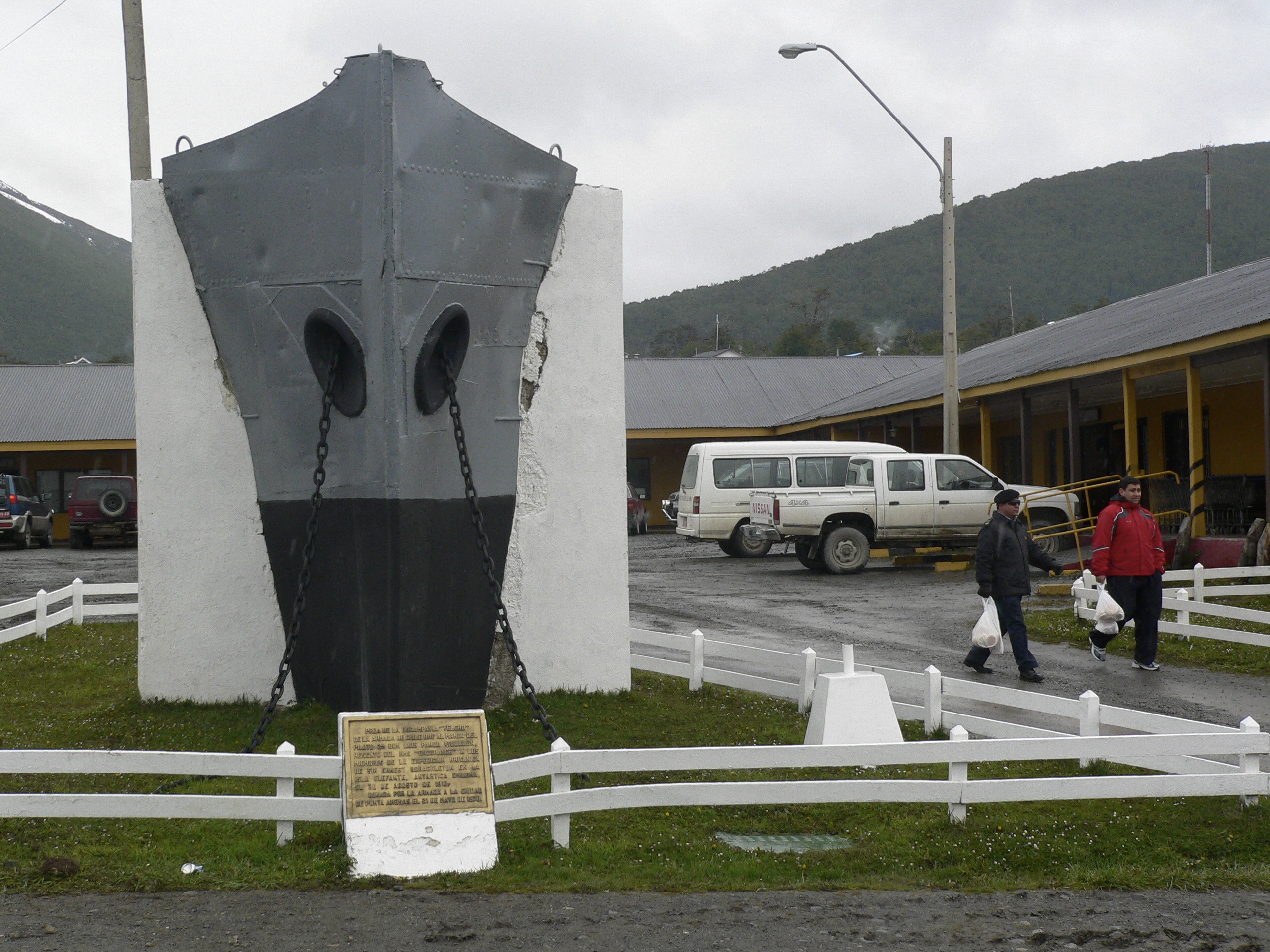
Ніс Єльчо в Пуерто-Вільямсі як пам'ятник

Після успішної рятувальної операції 1916 року на честь Єльчо було названі вулиці і судна Чилі, особливо у прибережному містечку Пуерто-Вільямс. Там же як пам'ятник встановлено носову частину корабля як данину капітану Пардо та екіпажу.
У 1945 році корабель було виведено з експлуатації і використовувався в Школі старшин ВМС Чилі. 27 січня 1958 р. Єльчо був звільнений указом 190, а в 1962 році проданий ASMAR відповідно до Закону 14.564 (5 травня 1954 р.) за 300 000 CLP.